# Tuttebo göl
Tuttebo göl är en sjö i Eksjö kommun i Småland och ingår i Emåns huvudavrinningsområde.